# Antipositivismo
El antipositivismo (también conocido como no positivismo, negativismo, sociología interpretativa, interpretativismo o interpretivismo) es el punto de vista en las ciencias sociales según el cual los académicos deben necesariamente rechazar el empirismo y el método científico en el desarrollo de teorías sociales e investigación.
El antipositivismo es una reacción al positivismo. Se critica la incapacidad que posee el método de las ciencias físico-naturales para conocer los objetos de estudio de las ciencias sociales (la sociedad, el hombre, la cultura) ya que poseen propiedades como la intencionalidad, la autorreflexividad y la creación de significado, que son dejados de lado por la epistemología positivista. También se critica la búsqueda de leyes generales y universales, pues deja de lado los elementos que no pueden ser generalizados; defiende el conocimiento de conocimientos más precisos, pero menos generalizables; y plantea la necesidad de conocer las causas internas de los fenómenos, en vez de la explicación externa de estos, en busca de la comprensión en lugar de explicación.
El antipositivismo se relaciona con diversos debates históricos en la filosofía y la sociología de la ciencia. En la práctica moderna, sin embargo, el antipositivismo se podría equiparar con métodos de investigación cualitativos, mientras que la investigación positivista es más cuantitativa. Los positivistas suelen utilizar experimentos y encuestas estadísticas como métodos de investigación, mientras que antipositivistas utilizan métodos de investigación que se basan más en las entrevistas no estructuradas o la observación participante. En la actualidad, se combinan a menudo métodos positivistas y no positivistas.

## El concepto
A principios del siglo XIX diversos intelectuales, quizá sobre todo los hegelianos, comenzaron a cuestionar la posibilidad de los análisis sociales empíricos. Karl Marx murió antes del establecimiento de una ciencia social formal, sin embargo rechazó fuertemente el positivismo sociológico de Auguste Comte. El positivismo mejorado presentado por Durkheim que serviría para fundar la sociología académica e investigación social modernas, aún conserva muchos de los elementos mecánicos de su predecesor. Hermenéuticos como Wilhelm Dilthey teorizaron en detalle entre la distinción entre ciencias naturales y sociales (Geisteswissenschaft), mientras que los filósofos neokantianos como Heinrich Rickert sostenían que el ámbito social, con sus significados y simbolismos abstractos, es incompatible con los métodos científicos de análisis. Edmund Husserl, por su parte, niega el positivismo bajo los auspicios de la fenomenología.
A la vuelta del siglo XX, la primera ola de sociólogos alemanes presentaron oficialmente el antipositivismo sociológico verstehende, proponiendo que la investigación debe concentrarse en normas culturales humanas, valores, símbolos, y procesos sociales desde una perspectiva decididamente subjetiva. Max Weber sostenía que la sociología podría ser vagamente descrita como una ciencia, ya que es capaz de identificar metodológicamente las relaciones causales de las «acciones sociales» humanas especialmente entre los tipos ideales, o simplificaciones hipotéticas de fenómenos sociales complejos. Como no-positivista, sin embargo, uno busca relaciones que no son tan «ahistóricas, invariantes, o generalizables» como las que persiguen los especialistas en ciencias naturales.
Ferdinand Tönnies trató Gemeinschaft y Gesellschaft (literalmente, la comunidad y la sociedad) como las dos formas normales de asociación humana. Para el antipositivista, la realidad no puede explicarse sin conceptos. Tönnies trazó una línea clara entre la esfera de la conceptualidad y la realidad de la acción social: la primera debe ser tratada axiomáticamente y de una manera deductiva (sociología «pura»), mientras que la segunda empíricamente y de manera inductiva (sociología «aplicada»). La interacción entre la teoría (o conceptos construidos) y los datos es siempre fundamental en la ciencia social y esta sumisión es lo que la distingue de la ciencia física. Durkheim señaló la importancia de la construcción de conceptos en abstracto (por ejemplo, la conciencia colectiva y la anomia social) con el fin de formar categorías viable para la experimentación. Tanto Weber como Georg Simmel fueron pioneros en la aproximación Verstehen (o «interpretativa») hacia una ciencia social, un proceso sistemático en el que un observador externo intenta comprender un grupo cultural particular, o gente indígena, en sus propios términos y desde su propio punto de vista.
A través de la obra de Simmel, en particular, la sociología adquirió un carácter más allá de la recogida de datos positivista y de las grandiosas leyes estructurales de sistemas deterministas. Relativamente aislado de la sociología académica a lo largo de su vida, Simmel presenta análisis idiosincráticos de la modernidad que recuerdan más a los escritores fenomenológicos y existencialistas que a Comte o Durkheim, prestando especial interés a las posibilidades de individualidad social. Su sociología se comprometió en una crítica neo-kantiana de los límites de la percepción humana. Se puede decir que las críticas de Michel Foucault de las ciencias humanas llevan el escepticismo kantiano hasta su extremo más de medio siglo después.
El antipositivismo sostiene que no existe la unidad metodológica de las ciencias: los tres metas del positivismo —descripción, control y predicción— son incompletas, ya que carecen de entendimiento. Algunos sostienen que incluso si el positivismo fuera correcto, sería peligroso. La ciencia tiene por objeto entender la causalidad por lo que se puede ejercer control. Si esto sucediese en la sociología, los que tienen conocimiento serían capaces de controlar a los ignorantes y esto podría llevar a la ingeniería social. La perspectiva, sin embargo, ha dado lugar a la controversia sobre cómo se pueden trazar las líneas entre la investigación subjetiva y objetiva, y mucho menos dibujar una línea artificial entre el medio ambiente y la organización humana (véase la sociología del medio ambiente), e influyó en el estudio de la hermenéutica. Los conceptos de base del antipositivismo se han expandido más allá del ámbito de las ciencias sociales, de hecho, la fenomenología tiene los mismos principios básicos en su núcleo. En pocas palabras, los positivistas ven la sociología como una ciencia, mientras que el antipositivistas no. Positivistas como Auguste Comte sostienen que la sociología puede ser científica, siguiendo los procedimientos científicos, mientras que los antipositivistas, como Thomas Kuhn sostienen que la sociología no puede ser una ciencia ya que los sociólogos no se ponen de acuerdo sobre la aceptación de un paradigma.

La tradición antipositivista continuó con el establecimiento de la teoría crítica, en especial el trabajo asociado con la llamada Escuela de Fráncfort de investigación social. El antipositivismo se hace más fácil por el rechazo del cientificismo, o ciencia como ideología. Jürgen Habermas argumenta, en La lógica de las ciencias sociales (1967), que
«la tesis positivista de ciencia unificada, que asimila todas las ciencias a un modelo científico-natural, falla a causa de la íntima relación entre las ciencias sociales e historia, y el hecho de que se basan en una comprensión del significado de una situación específica que sólo puede ser explicada hermenéuticamente... el acceso a una realidad simbólicamente preestructurada no puede ser adquirida únicamente por la observación.»
La investigación cuantitativa sigue estando presente en todas partes y produce datos de cierta validez y fiabilidad para los investigadores sociales y de mercado, empresas, gobiernos, y así sucesivamente; un censo nacional es un buen ejemplo.

El escritor español Sánchez Dragó era un detractor del positivismo.